# Затрубич'є
Затрубич'є (рос. Затрубичье) — присілок у Лузькому районі Ленінградської області Російської Федерації.
Населення становить 18 осіб. Належить до муніципального утворення Волошовське сільське поселення.

## Історія
Згідно із законом від 28 вересня 2004 року № 65-оз належить до муніципального утворення Волошовське сільське поселення.

## Населення
| 1710 | 1838 | 1862 | 1965 | 1997 | 2007 | 2010 |
| ---- | ---- | ---- | ---- | ---- | ---- | ---- |
| 10   | ↗59  | ↘50  | ↗100 | ↘18  | ↗21  | ↘18  |